# Dead Babies
Dead Babies (Mood Swingers en la seva estrena estatunidenca) és una pel·lícula britànica del 2000 dirigida per William Marsh. Es basa en la novel·la homònima de 1975 de Martin Amis.

## Argument
Quan un grup de joves amics anglesos, que viuen junts en una casa estranya als afores de Londres, conviden tres estatunidencs a passar un cap de setmana alimentat amb drogues, les coses comencen realment a enredar-se.
A mesura que les dues cultures xoquen i les substàncies químiques prenen el control, aviat es fa evident que un dels convidats del cap de setmana és membre d'un grup terrorista basat en xarxa recentment format, The Conceptualists, el principi subjacent del qual és la violència extrema per ell mateix. També es fa evident que els convidats reunits són les properes víctimes previstes per al lloc web del Grup.

## Repartiment
- Paul Bettany com Quentin
- Katy Carmichael com a Lucy Littlejohn
- Hayley Carr com a Roxanne
- Charlie Condou com a Giles
- Alexandra Gilbreath com a Cecilia
- William Marsh com a Marvel
- Kris Marshall com a Skip
- Andy Nyman com a Keith
- Cristian Solimeno com a Andy
- Olivia Williams com a Diana

## Recepció
La pel·lícula, que va tenir una mala acollida, va ser ressenyada al diari britànic The Guardian que la va descriure com "avorrida, vergonyosa, desagradable i estúpida, i no de la bona manera".